# Remtjärnen (Hammerdals socken, Jämtland)
Remtjärnen är en sjö i Strömsunds kommun i Jämtland och ingår i Indalsälvens huvudavrinningsområde.